# Cmentarz wojenny nr 241 – Róża
Cmentarz wojenny nr 241 – Róża – austriacki cmentarz z I wojny światowej, znajdujący się w miejscowości Róża.
Zaprojektowany przez Gustava Rossmanna. W centrum znajduje się betonowy pomnik z drewnianym krzyżem. Umieszczono tu napis o treści (tłum.): 
"Wygraliśmy zwycięstwo i pokój

Dla nas – w niebie, wam – na tym padole". 
Spoczywa tu 39 żołnierzy austro-węgierskich i 21 rosyjskich.